# Boimorto
Boimorto è un comune spagnolo di 2 200 abitanti situato nella comunità autonoma della Galizia, nella provincia della Coruña. Il suo territorio è attraversato dal fiume Tambre.

## Geografia umana

### Organizzazione del territorio
Secondo l'Instituto Nacional de Estadística, il comune conta 13 parrocchie: Andabao (San Martín), Ángeles (Santa María), Arceo (San Vicente), Boimil (San Miguel), Boimorto (Santiago), Brates (San Pedro), Buazo (Santa María), Cardeiro (San Pedro), Corneda (San Pedro), Dormeá (San Cristóbal), Mercurín (San Juan), Rodieiros (San Simeón) e Sendelle (Santa María).
Le parrocchie hanno 189 entità di popolazione:
| #  | Parrocchie                | Entità di popolazione | Numero |
| -- | ------------------------- | --- | ------ |
| 1  | Andabao (San Martiño)     | Areas • Arentía, A • Casás, Os • Cavaxe, A • Gandarón, O • Hospital, O • Lavandeira • Orros • Parabico • Pedreira, A • Pena de Vexiga, A • Pena Forcada, A • Ponte Présaras, A • Quintás, As • Río, O • Rúa Nova • Souto, O • Torra, A • Vilar, O | 19     |
| 2  | Ánxeles, Os (Santa María) | Anguieiro • Campo de Lanza, O • Corredoiras, As • Coto Salgueiro, O • Igrexa, A • Liñeiro • Pedreira, A • Peroxa, A • Queiroa, A • Quintás, As • Verea, A • Vilar, O | 12     |
| 3  | Arceo (San Vicenzo)       | Arosa • Campos, Os • Canto do Valo, O • Carballeira, A • Casa do Campo, A • Casanova, A • Castelo, O • Cerdeiriña, A • Corredoira, A • Eirixe • Guerras, Os • Leira Longa, A • Lobomorto • Muíños de Valdoña, Os • Outeiro, O • Pazo, O • Peizás • Ponte Boado, A • Ponte Castro, A • Quintás, As • Santarandel • Telleira, A • Vilaverde de Abaixo • Vilaverde de Abaixo | 24     |
| 4  | Boimil (San Miguel)       | Baiuca, A • Casanova, A • Casetas, As • Cernadela, A • Cimadevila • Codesido • Coto, O • Covas • Cruceiro, O • Desecabo • Gárdoma • Igrexa, A • Lamas, As • Lesteira, A • Real, O • Vista Alegre | 16     |
| 5  | Boimorto (Santiago)       | Asentos, Os • Bieite • Boído, O • Casal de Munín • Filgueira • Gándara, A • Granxa, A • Outeiro, O • Pedral, O • Piñeiro • Real, O • Rego do Pazo, O • Rego do Seixo, O • Ribadiso • Ribeiro, O • Roda, A • Sobreira, A • Viladónega • Vilanova | 19     |
| 6  | Brates (San Pedro)        | Abuís • Barral • Bertomil • Carballido • Casal, O • Fontao • Nogaredo • Pazo, O • Pena • Pencellas • Pousada • Sisto • Valado • Vieiro | 14     |
| 7  | Buazo (Santa María)       | Aquelavila • Cabana, A • Froxá • Sobreira, A • Souto, O • Teixide | 6      |
| 8  | Cardeiro (San Pedro)      | Canicova • Cheda, A • Currás, Os • Freixido • Igrexa, A • Lamas • Moscosas, As • Piñeiro • Toá • Xesteiras, As | 10     |
| 9  | Corneda (San Pedro)       | Bolecos, Os • Chousas, As • Condes, Os • Cruceiro, O • Curro Pequeno, O • Estrada, A • Outeiro • Paredes • Rego de Ará, O | 9      |
| 10 | Dormeá (San Cristovo)     | Algaria, A • Barrio • Batán, O • Boavista • Campo do Ollo, O • Cando, O • Chavella, A • Cruceiro, O • Dormeá • Eixón • Fornelos • Insua • Marmoiral, O • Pereiriña, A • Piñeiro, O • Porcelle • Priorato, O • Proente • Ribadiso da Fraga • Rubial • Santalla • Segade • Sería • Tixosa • Vilanova • Vilar, O                                                             | 26     |
| 11 | Mercurín (San Xoán)       | Barral, O • Cabrita, A • Campo, O • Ciocende • Pousada • Río • Romelas • Santar • Vila, A | 9      |
| 12 | Rodieiros (San Simón)     | Aldrá • Casas do Monte, As • Furiño, O • Pena Monteira • Quiñoi de Abaixo • Quiñoi de Arriba • Rozadas, As • Vila, A • Vilar de Suso • Zaín | 10     |
| 13 | Sendelle (Santa María)    | Abeleira, A • Cela, A • Frádega • Franzomil • Galiñeiras, As • Igrexa, A • Marco de Abaixo, O • Marco de Arriba, O • Pazo, O • Piñeiro de Abaixo, O • Piñeiro de Arriba, O • Samil • Sande • Vilanova • Vilar, O | 15     |

### Comunicazioni
Due strade regionali attraversano il territorio del comune: l'AC-840, che collega Betanzos con Mellid, l'AC-234, che parte da Corredoiras (nel comune stesso) e termina ad Arzúa, e l'AC-934, che parte da Corredoiras attraversa Sobrado e termina a Friol dopo aver cambiato il suo nome in LU-934. La prima strada viene utilizzata principalmente per raggiungere Curtis, Mellid o La Coruña. La seconda di queste rotte è utile per raggiungere Arzúa e Santiago de Compostela (tramite l'autostrada A-54). il terzo permette di raggiungere Sobrado, Teixeiro e Friol.
Vale anche la pena menzionare le 6 strade provinciali che attraversano il comune: CP-0602 (Boimorto-Sendelle-Trapa), DP-0603 (strada Boimorto-Orxal), DP-1001 (Corredoiras-Mella), DP-1002 (Boimorto-Viladónega), DP-1003 (Boimil-O Gandarón) e DP-1004 (Boimorto-Lanzá).
Inoltre, le strade provinciali conducono alle strade N-547 (Santiago de Compostela-Lugo) e N-634 (Santiago de Compostela-Oviedo), che attraversano rispettivamente i comuni limitrofi di Arzúa, Frades e Mesía.

## Patrimonio storico e artistico

### Architettura civile

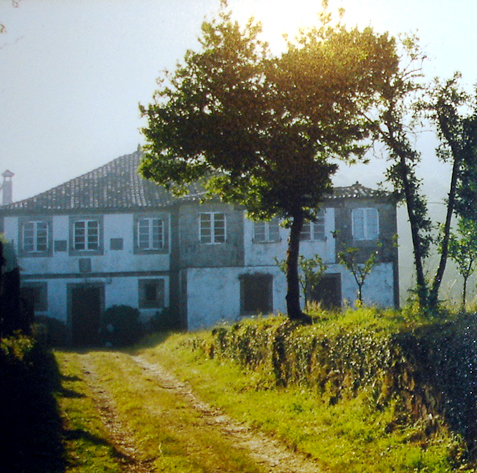
Pazo de Vilanova, Dormeá, Boimorto

- Pazo de Vieite, in Boimorto,[19] è usato come abituale abitazione e sfruttamento agricolo. Il cancello che limita l'accesso presenta nella sua parte centrale uno stemma.
- Pazo de Vilanova, in Dormeá,[20] è un pazo murato con un soppalco. La sua costruzione risale al XVI secolo. L'edificio principale ha un piano quadrato che corrisponde a varie fasi di costruzione. Sul retro c'è un grande balcone angolare con balaustra barocca. Ha due stemmi, uno appartiene alla famiglia Castros e l'altro all'Ulloa..
- Casa del Marco in Sendelle,[21] proprietà privata del XVII secolo. La porta principale ha un arco semicircolare, incorniciato in pietra e su di esso uno scudo.
- Torre de Andabao,[22] non è una torre, ma una piccola casa. È stato restaurato e presenta uno stemma sulla facciata principale.

### Patrimonio industriale
- Tejar de Boimil, grande installazione, che rappresenta la tradizione e la modernità nella fabbricazione di tegole e che ha funzionato fino alla fine degli anni 90. Era l'installazione più importante del posto.[23]

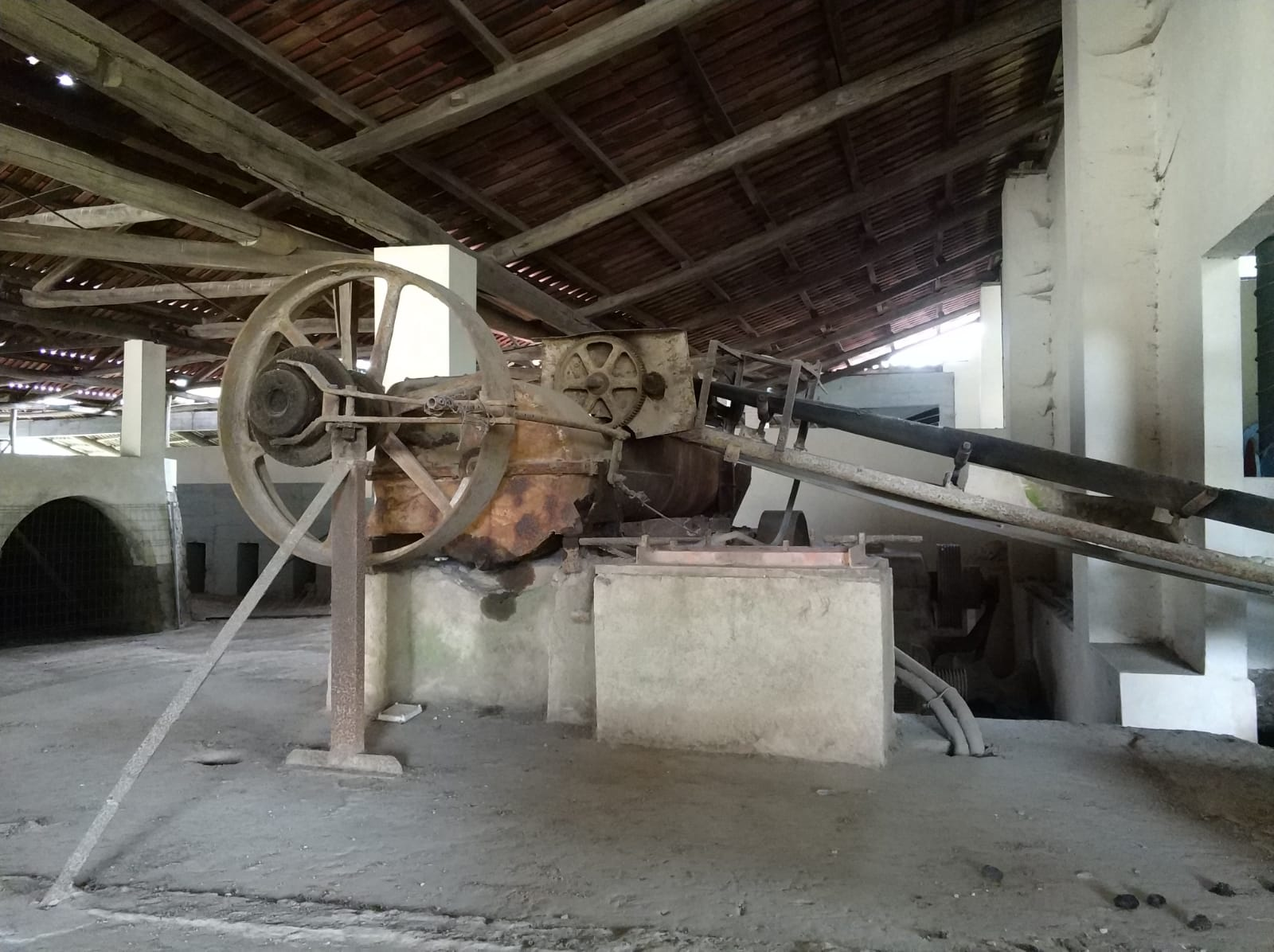
Dettaglio di una macchina all'interno della Fabbrica di Tegole di Baiuca, a Boimil, Boimorto
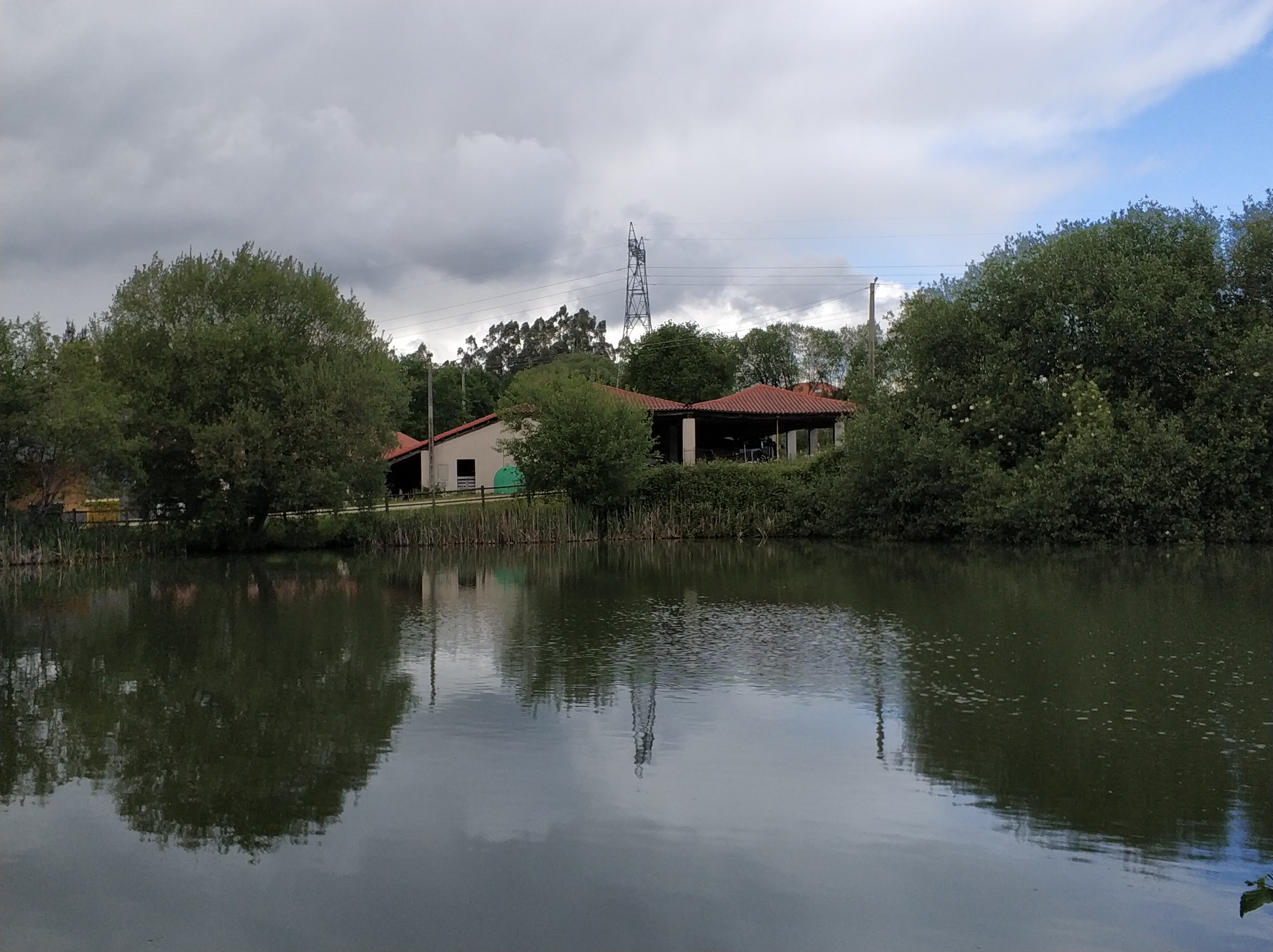
Fabbrica di Tegole di Baiuca, a Boimil, Boimorto, visto dal luogo in cui si otteneva il fango, che attualmente[quando?] è un lago
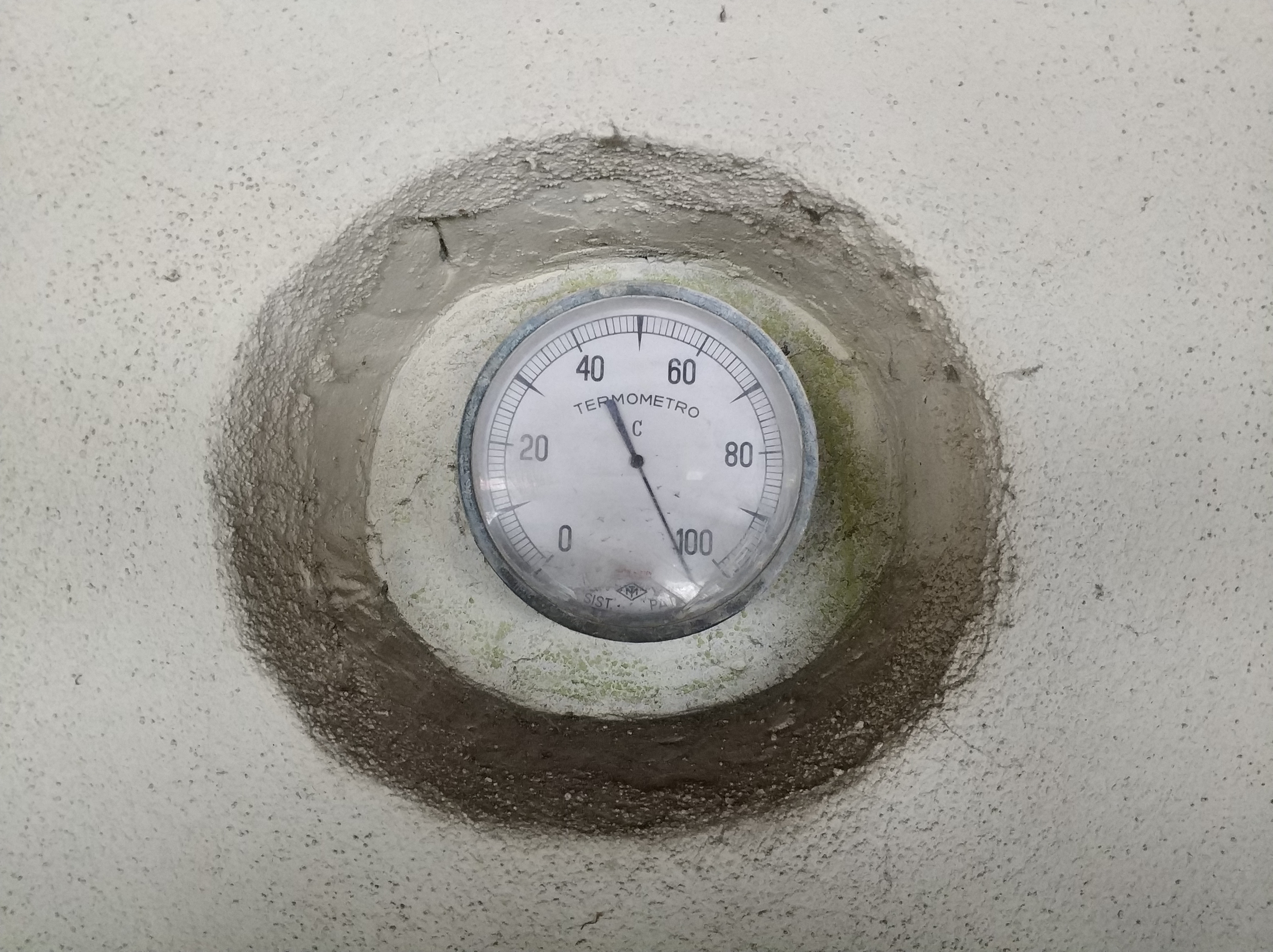
Dettaglio di un termometro da forno della Fabbrica di Tegole di Baiuca, a Boimil, Boimorto
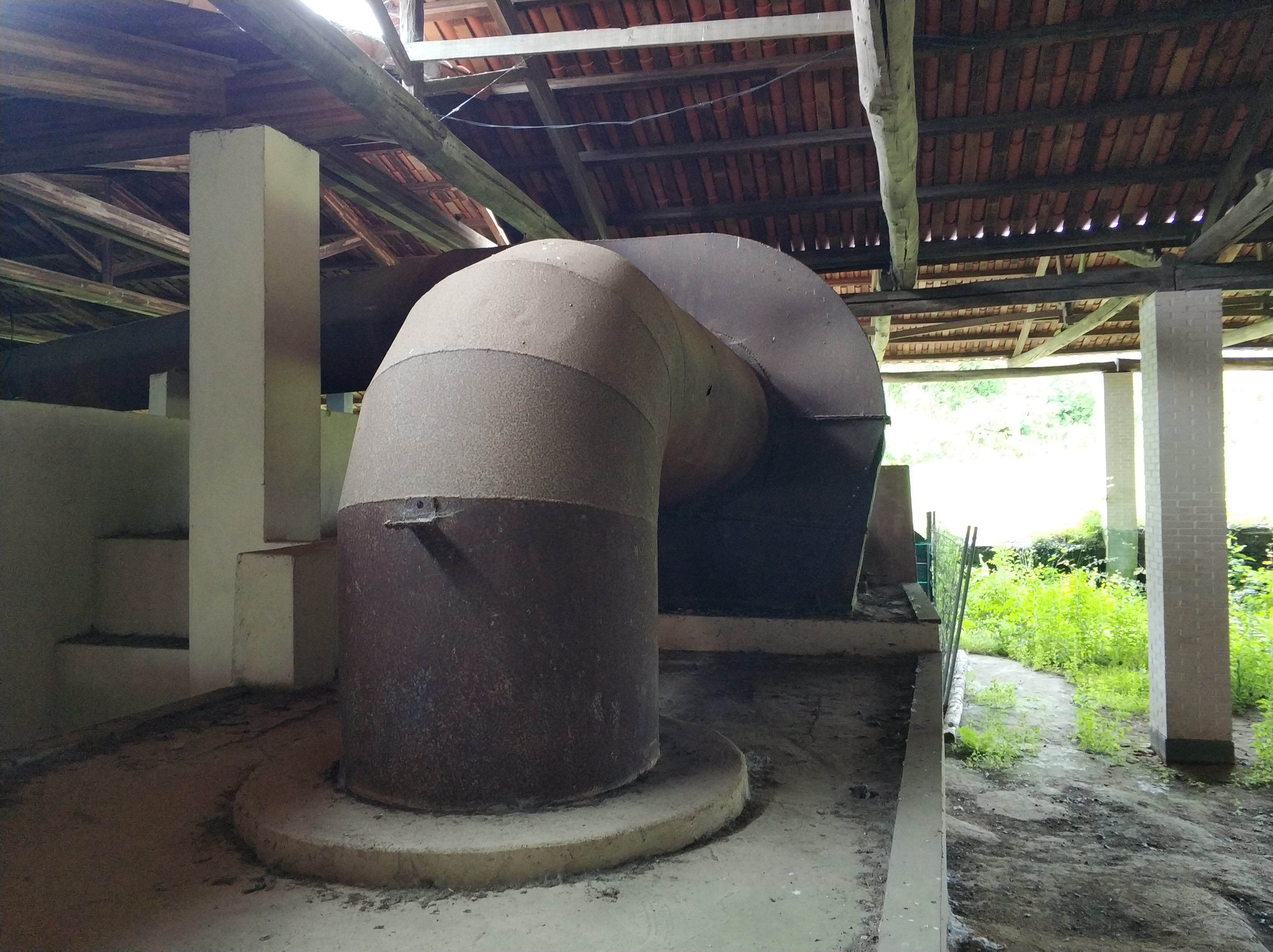
Dettaglio di un camino della Fabbrica di Tegole di Baiuca, a Boimil, Boimorto

### Architettura religiosa
Il comune di Boimorto ha 12 chiese e 5 cappelle. I più importanti sono:

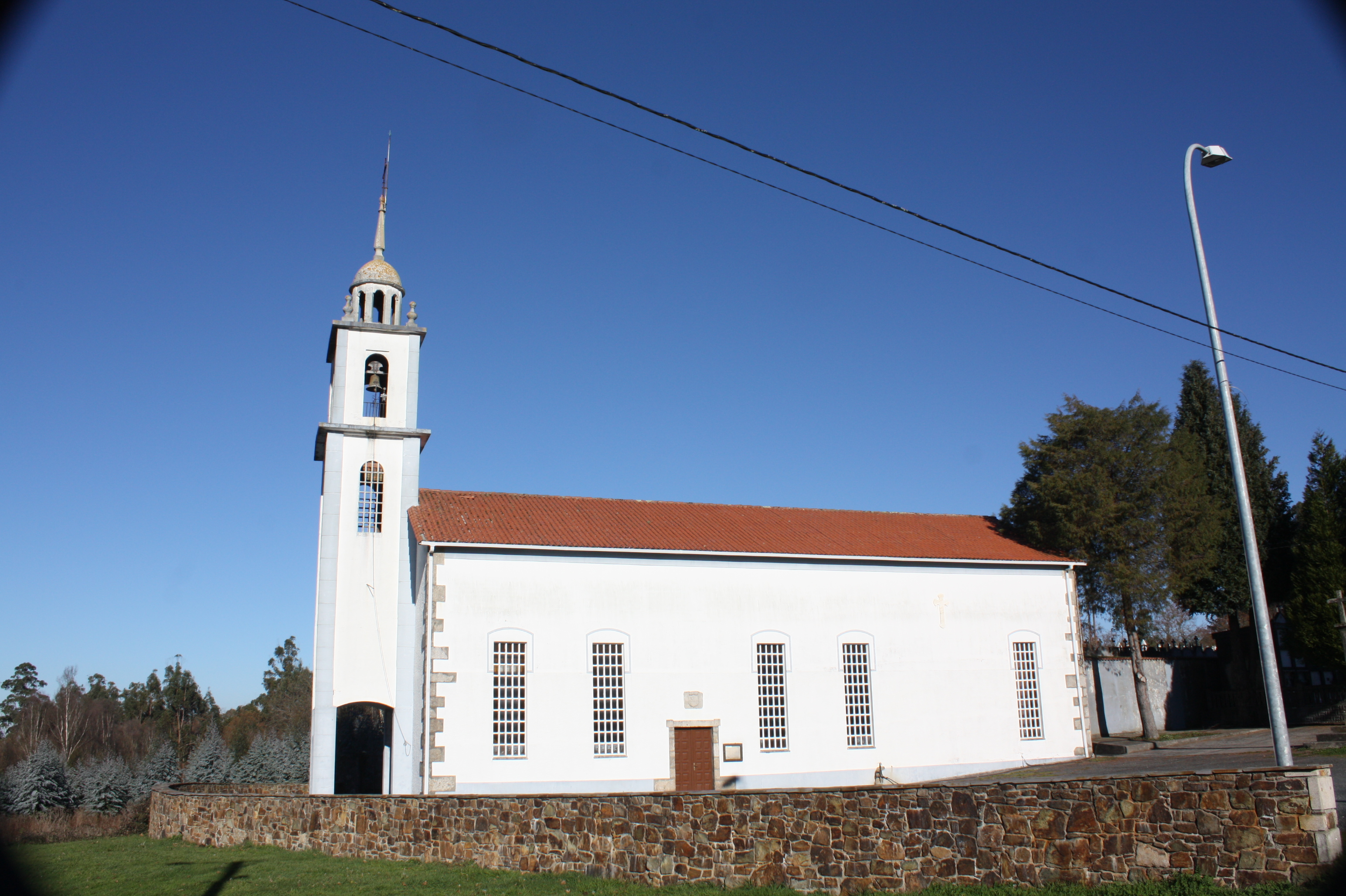
Chiesa di Boimorto

- Chiesa di Santa María di Sendelle,[24] dal secolo XII, con una sola nave e santità laterale. Ha un grande valore architettonico e pittorico. Al suo interno nasconde la parte più importante con alcuni dipinti.
- Chiesa de Santa María de Os Ánxeles,[25] la sua origine risale probabilmente alla seconda metà del XII secolo. È una chiesa ricostruita che conserva resti romanici. La facciata ha una porta con una porta e contiene l'immagine della vergine.
- Chiesa Parrocchiale di San Martiño di Andabao,[26] XIX secolo e in stile barocco. La sua facciata si allontana dai soliti, poiché ha una porta d'ingresso formata da un grande arco semicircolare rifinito in un frontone triangolare su sottili colonne incollate. La scala di accesso è stata recentemente creata e sul retro appare uno scudo che recita " anno 1807 " ("'anno 1807' '").
- Chiesa Parrocchiale di San Cristovo di Dormeá,[27] di stile romanico. La facciata principale è di epoca successiva, probabilmente dal secolo XIX, poiché mostra apparentemente uno stile neoclassico, con una copertura in architrave, oculo centrale semicircolare, sfregamento spaccato con pinnacoli alle estremità.

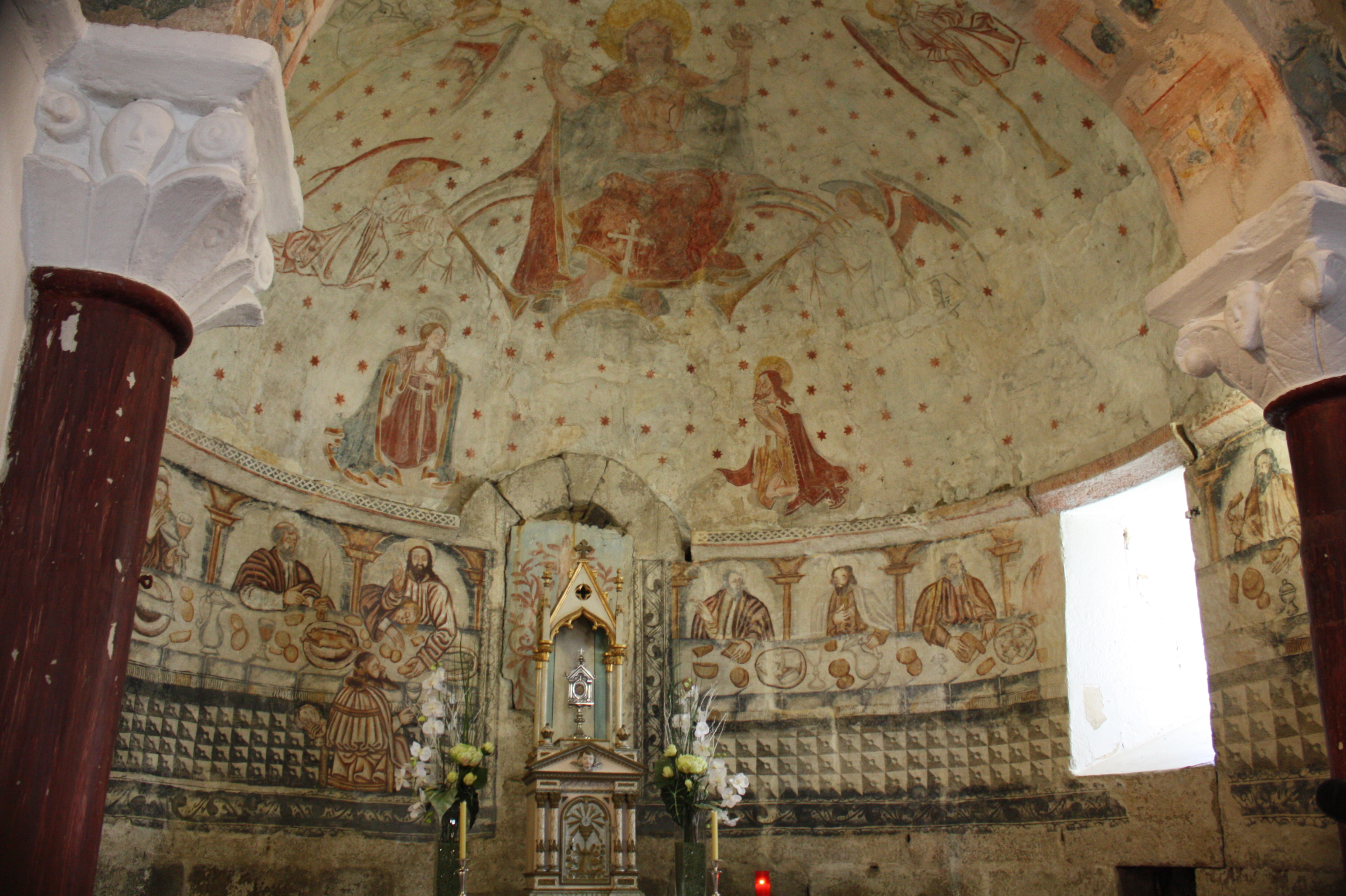
Interiore della chiesa di Sendelle
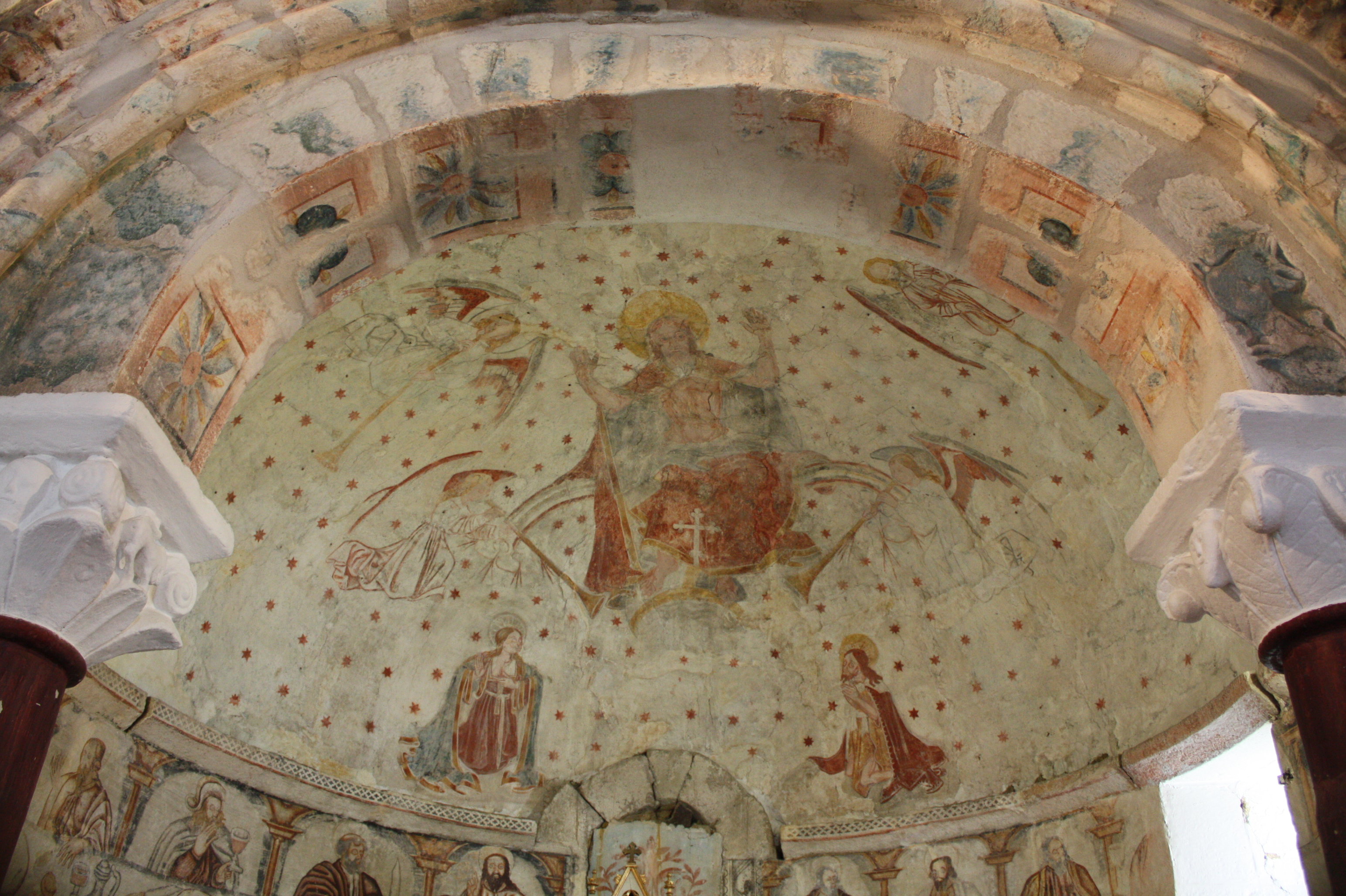
Interiore della chiesa di Sendelle
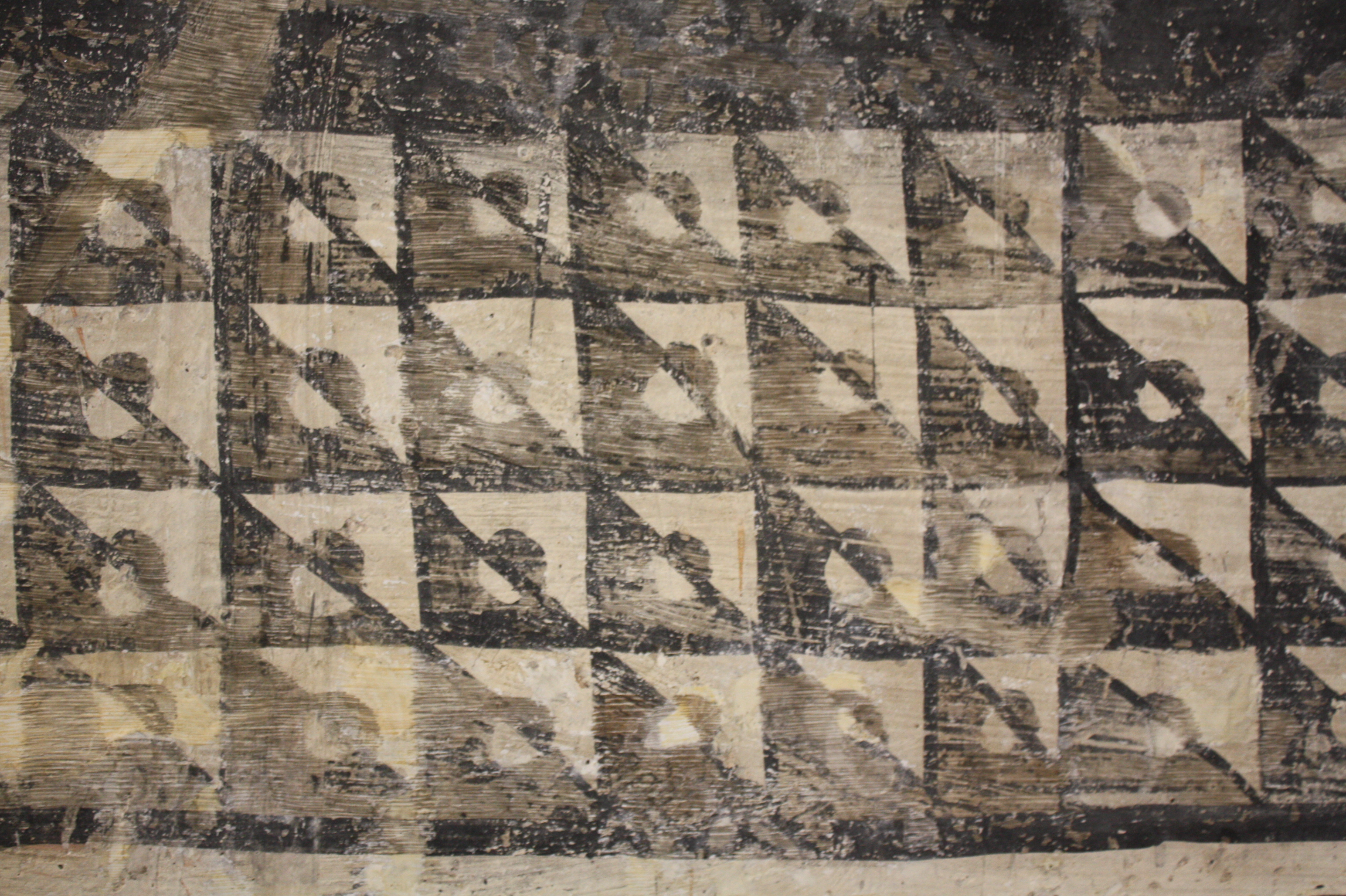
Dettaglio dell'interno della chiesa di Sendelle
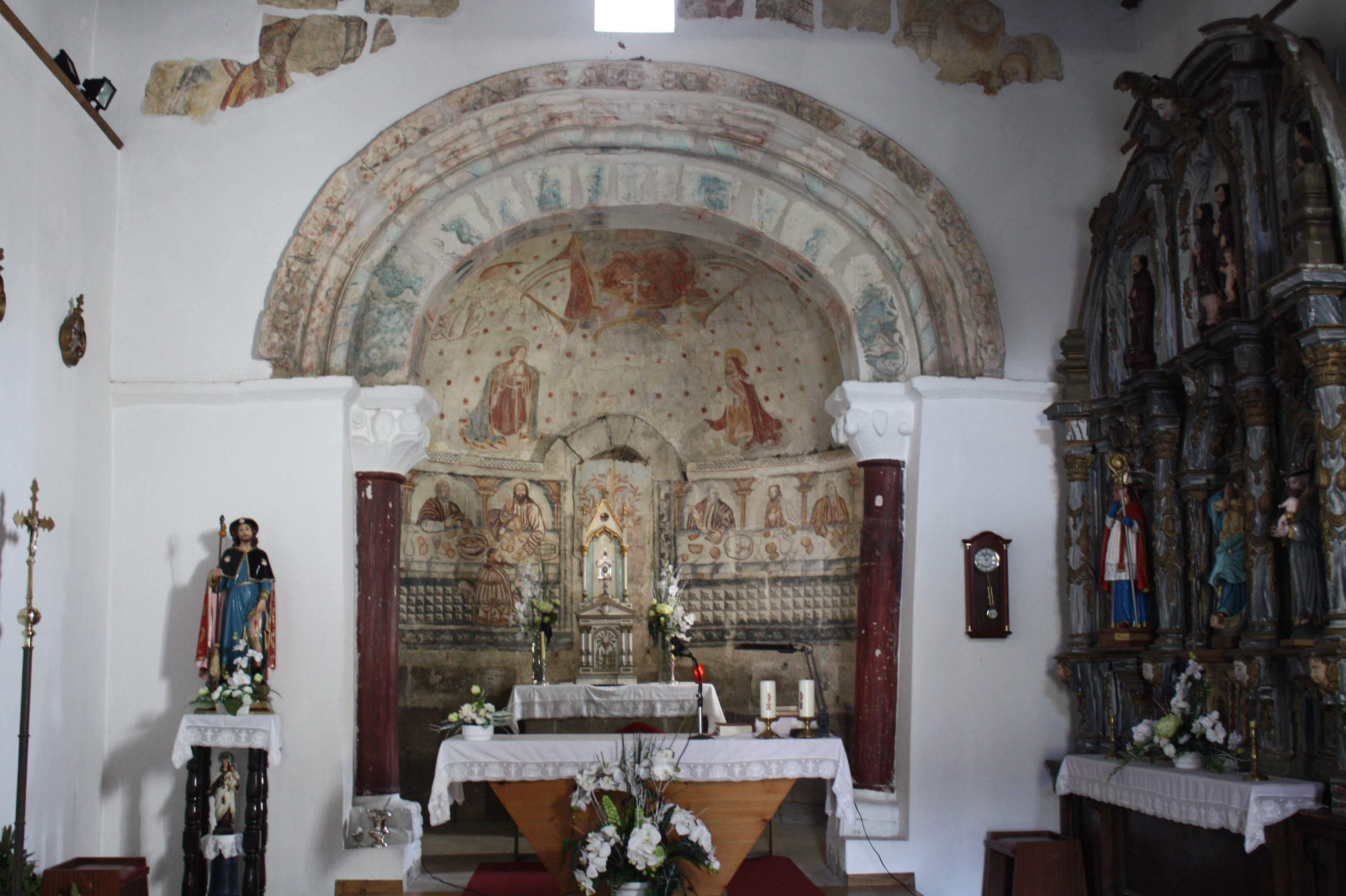
Vista generale dell'altare della chiesa di Sendelle
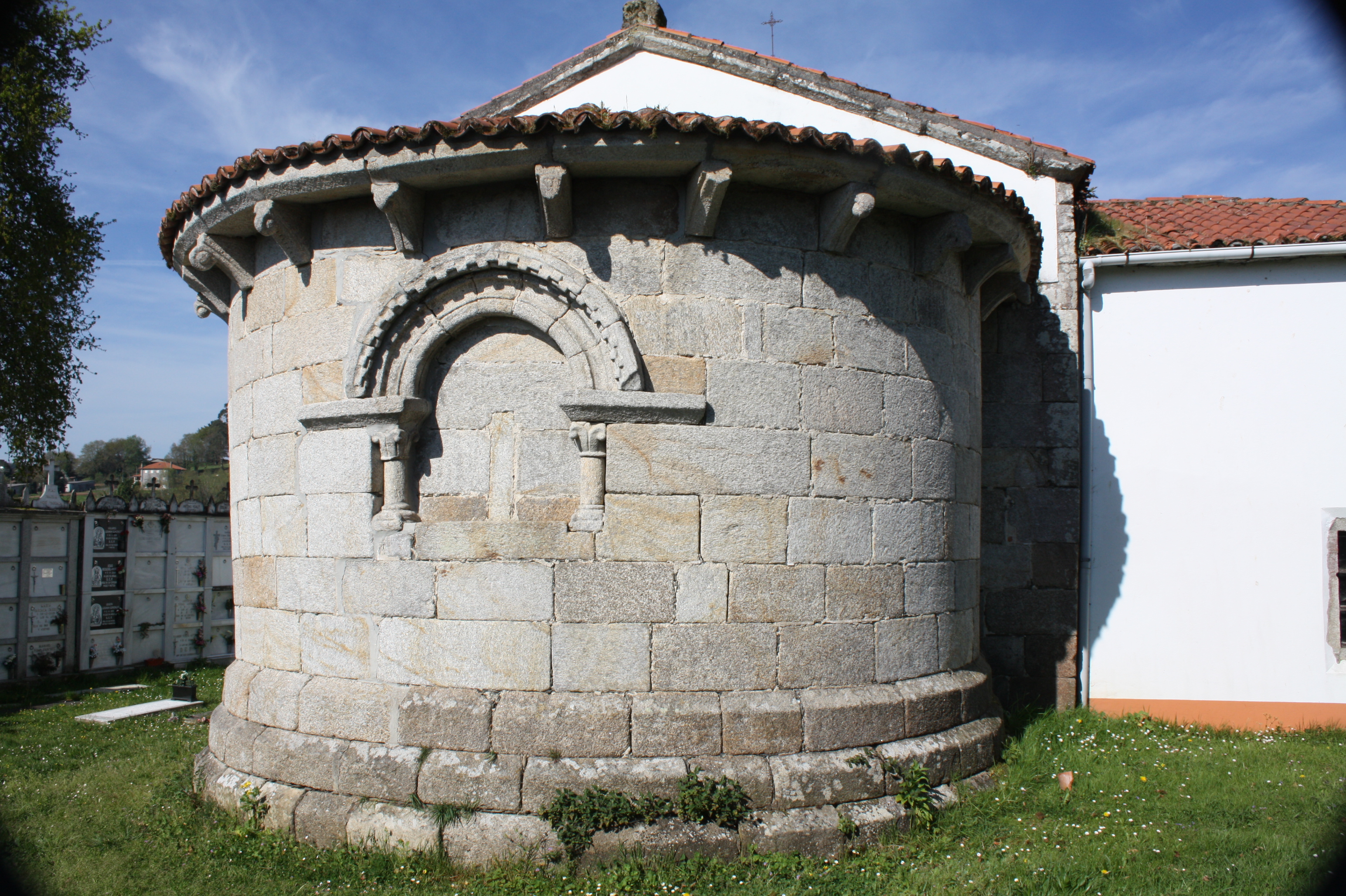
Vista esterna dell'altare della chiesa di Sendelle
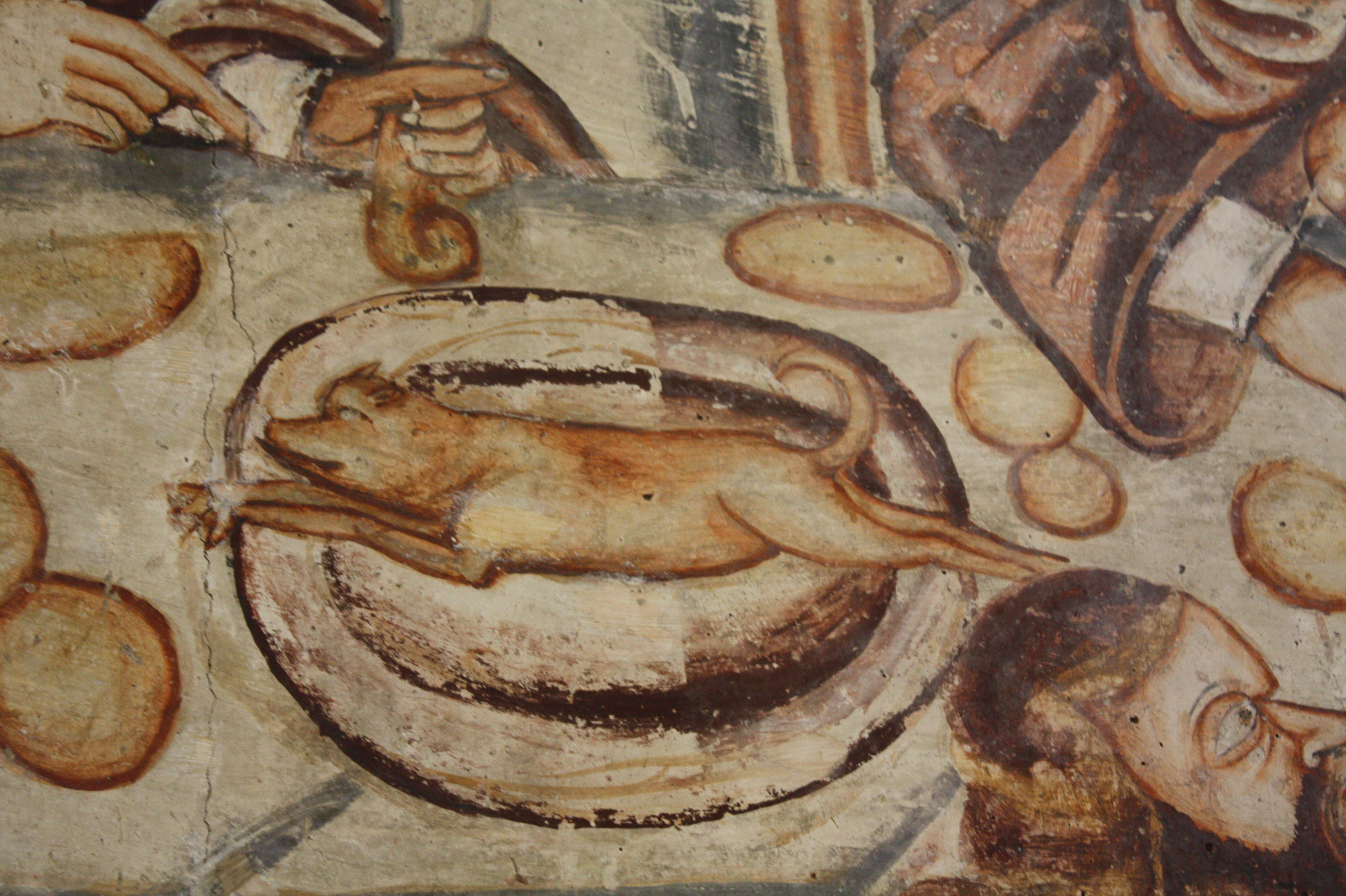
Dettaglio dell'interno della chiesa di Sendelle